# Томильченко Михайло Минович
Михайло Минович Томильченко (1 листопада 1881, с. Степанівка Котівської волості Новомосковського повіту Катеринославської губернії; нині — Котівської сільради Магдалинівського району Дніпропетровської області — рік смерті невід.) — український громадський діяч, член Української Центральної Ради (1917), член філії товариства «Просвіта» у Мануйлівці з 1908, обраний 1910 членом ревізійної комісії; член ради Мануйлівської «Просвіти» (1913, 1914). Активний учасник національної революції в Січеславі. Жертва російського окупаційного терору.

## Життєпис
Батьки — Мина Семенович і Соломія Миколаївна, сестри Катерина і Параска.
Закінчив школу грамотності у с. Степанівка. Працював слюсарем Нижньодніпровських залізничних майстерень. 
З дружиною Євдокією (уродженою Журавльовою) жив у селищі Катерининському при станції Ігрень під Катеринославом. У паперах Трифона Татарина жандарми знайшли рукопис біографії Томильченка, датований 15 червня 1908. У ній Томильченко зокрема, писав: 

«Нинішня моя мета така: працюватиму і допомагатиму своєму національному і знедоленому народові в його розвитку для його рідної школи і пробудження його від віковічного сну. І буду боротися за автономію незалежної України». 

— (ДАДО. Ф. 313. Оп. 2С4. Од. зб.3147. Арк. 200).
Зберігся автограф листа, писаного 12 січня 1910 керівниками Мануйлівської «Просвіти» Ф. Сторублем і Томильченком (напевне, рукою останнього). Вони клопоталися перед начальником жандармського відділення Катерининської залізниці про дозвіл на прочитання лекцій С. Липківським і Б. Павловським. Прибуток мав піти на побудову власного будинку «Просвіти» в Мануйлівці. Томильченко — член УСДРП (напевне, з 1914). Заарештований 28 листопада 1915 під час масових арештів серед українського робітництва. У нього знайдено літературу «тенденційного спрямування» — газету «Слово» за жовтень 1915, брошуру М. Грушевського «Освобождение России и украинский вопрос» (СПб, 1907), брошуру М. Драгоманова «Шевченко, українофіли і соціалізм» (Львів, 1906). Звинувачено його і в нелегальній партійній діяльності. Рішенням головного начальника Одеського військового округу і генерал-губернатора від 8 лютого 1916 Томильченка разом з П. Слиньком і Т. Татарином вислано до Іркутської губернії «под гласный надзор полиции на все время состояния Одесского военного округа на военном положении». (ДАДО. Ф. 313. On. 2С4. Од. зб. 3147. Арк. 281).
Після Лютневої революції Ісаак Мазепа згадує його серед свідомих і відданих українській справі людей. Активний учасник національної революції в Січеславі, член Української Центральної Ради (1917). Є свідчення про те, що за декілька днів до визволення Катеринослава Армією УНР Томильченко разом з Хижняком, Френзелем та іншими членами УСДРП під виглядом ремонту закотили на територію вагонних майстерень один вагон, навантажений гвинтівками, револьверами, патронами, і цю зброю роздавали членам своєї партії (свідчення слюсаря А. Давидова 28. ХІІ. 1937 у справі Григорія Хижняка (1893 - 1948). Подальша доля Томильченка невідома. 

## Родина
Син - Ілля (18 липня 1905, Нижньодніпровськ-Половиця, Новомосковський повіт, Катеринославська губернія - ?); донька - Олена (13 травня 1908, Нижньодніпровськ-Половиця, Новомосковський повіт, Катеринославська губернія - ?)